# Tomer Capon
Tomer Capone (również Kapon lub Kappon lub Capon, hebr. ‏תומר קאפון‎; ur.15 lipca 1985) – izraelski aktor. Wystąpił w popularnej izraelskiej telewizji eksportowej, takiej jak Zakładnicy i w serialu telewizyjnym Fauda, będącym thrillerem politycznym. W 2016 roku otrzymał nagrodę Ophir dla najlepszego aktora drugoplanowego w Dzień po żałobie. Występuje w When Heroes Fly i serialu Amazon The Boys.

## Biografia
Capone urodził się w Holon w Izraelu jako drugie dziecko rodziców właścicieli firm. Wychowany w mieście Riszon le-Cijjon, spokrewniony z izraelskim reżyserem Shayem Caponem. Po ukończeniu szkoły średniej w 2004 roku Capone został wcielony do Sił Obronnych Izraela. Służył jako żołnierz, a później dowódca oddziału w 202. batalionie Brygady Spadochroniarzy IDF.
W wieku 26 lat zamieszkał w dzielnicy Hatikwa w Tel Awiwie, gdzie przez rok uczęszczał do Yoram Loewenstein Performing Arts Studio. Został z niej wyrzucony.
W wywiadzie z 2019 roku odniósł się do pisowni swojego nazwiska: „Powinno być z literą „e” na końcu, ale nie chcemy, żeby ludzie czytali je jako „Capone” jak gangster. Nie chcemy żadnego nieporozumienia.”
Capone jest w związku z izraelską aktorką Ortal Ben-Shoshan od 2012 roku.
Capone był jednym z wielu aktorów i gwiazd filmowych, którzy podpisali list otwarty do prezydenta Joe Bidena zamieszczony na stronie internetowej nohostageleftbehind.com, w którym dziękowali mu za „niezachwiane przekonanie moralne” polegające na wspieraniu Izraela funduszami i pomocą wojskową.

## Kariera telewizyjna i filmowa
W 2012 roku otrzymał swoją pierwszą rolę aktorską w izraelskim serialu młodzieżowym „Galis”. Zagrał w popularnych izraelskich produkcjach eksportowych, takich jak Zakładnicy i thriller polityczny Fauda. Capone zagrał także w pierwszym sezonie izraelskiego serialu Taagad. Zadebiutował w 2015 roku w wyreżyserowanym przez Natalie Portman filmie Opowieść o miłości i mroku. W 2016 roku otrzymał nagrodę Ophir dla najlepszego aktora drugoplanowego w dramacie Dzień po żałobie.
W 2017 roku był jedną z kilku izraelskich gwiazd, które odtworzyły kultowe izraelskie zdjęcia z okazji 69. rocznicy uzyskania przez ten kraj niepodległości. Kapon odtworzył okładkę Life Yossiego Ben Hanana po wojnie sześciodniowej, która przedstawia go jako młodego żołnierza IDF triumfalnie trzymającego karabin, stojącego w wodach Kanału Sueskiego.
W 2018 roku zagrał w serialu When Heroes Fly. Gra weterana wojennego jednostki sił specjalnych, który ponownie spotyka się z trzema przyjaciółmi na ostatniej misji w kolumbijskiej dżungli. Serial thrillerowy otrzymał nagrodę dla najlepszego serialu na festiwalu CannesSeries. Serial został przejęty przez Netflix i jest dostępny od początku 2019 roku.
Również w 2018 roku Capone była wraz ze Shlomitem Malką rzecznikiem prasowym izraelskiej sieci modowej Fox.
W czerwcu 2018 roku Capone został obsadzony w roli Francuza w serialu o superbohaterach Amazona The Boys. Serial miał premierę 26 czerwca 2019 roku. Jeszcze przed premierą Amazon ogłosił, że powstanie drugi sezon.

## Filmografia
| Rok  | Tytuł                              | Rola                 | Uwagi            |
| ---- | ---------------------------------- | -------------------- | ---------------- |
| 2015 | Opowieść o miłości i mroku         | Pionier              |                  |
| 2015 | Wedding Doll                       | Chen                 |                  |
| 2016 | Dzień po żałobie                   | Zohar Zooler         |                  |
| 2018 | Siedem dni                         | żołnierz David Cohen |                  |
| 2018 | BeMerhak Me'a Meter: Long Distance | Gil                  | Film telewizyjny |
| 2024 | Slingshot                          | Nash                 |                  |

### Telewizja
| Rok        | Tytuł                | Rola                       | Uwagi                                                                         |
| ---------- | -------------------- | -------------------------- | ----------------------------------------------------------------------------- |
| 2012       | Galis                | Benyamin Berg              |                                                                               |
| 2021-2016  | Hostages: Zakładnicy | Guy                        | Główna rola                                                                   |
| 2015       | Dig                  | Nadav                      | Dwa odcinki                                                                   |
| 2015       | Fauda                | Boaz                       | Główna rola; pierwszy sezon                                                   |
| 2016       | Der Tel-Aviv-Krimi   | Amir Dawud                 | Niemiecki serial                                                              |
| 2016       | Taagad               | Daniel                     | Główna rola; pierwszy sezon                                                   |
| 2017       | Eretz Nehederet      | Partner Alin-Lin           | Odcinek 15.5                                                                  |
| 2017-2018  | Idan Perry           | Idan Perry                 | Główna rola                                                                   |
| 2018       | When Heroes Fly      | Aviv Danino                | Główna rola                                                                   |
| 2019-teraz | The Boys             | Serge / Francuz (Frenchie) | Główna rola (przez pierwsze dwa sezony uznawany za Tomera Capona, 23 odcinki) |
| 2020       | One on One           | Moti                       |                                                                               |